# Максиміліан Стриєк
Максиміліан Стриєк (пол. Maksymilian Stryjek, нар. 18 липня 1996, Варшава) — польський футболіст, воротар клубу «Ягеллонія». Виступав також за низку англійських і шотландських клубів.

## Клубна кар'єра
Максиміліан Стриєк народився 1996 року у Варшаві. Розпочав займатися футболом у юнацькій команді клубу «Полонія», пізніше розпочав грати за юнацьку команду англійського клубу «Сандерленд». У 2015 році керівництво «Сандерленда» віддало польського воротаря в оренду до іншого англійського клубу «Бостон Юнайтед», а пізніше в 2017—2018 роках Стриєк грав у оренді в англійських клубах «Аккрінгтон Стенлі» та «Істлі». У 2019 році воротар перейшов до клубу «Істлі» вже на умовах постійного контракту, та грав у складі команди до 2020 року.
З 2020 до 2022 року польський футболіст грав у складі шотландського клубу «Лівінгстон», у якому став основним воротарем. У 2022 році Стриєк перейшов до складу клубу «Вікомб Вондерерз», з якого польського воротаря на початку 2024 року віддали в оренду до іншого англійського клубу «Кру Александра».
У 2024 році Максиміліан Стриєк повернувся на батьківщину до клубу «Ягеллонія».

## Виступи за збірні
У 2012 році Максиміліан Стриєк дебютував у складі юнацької збірної Польщі, загалом на юнацькому рівні взяв участь у 15 іграх. У 2017 році футболіста включили до заявки молодіжної збірної Польщі на домашній для польської молодіжки олодіжний чемпіонат Європи 2017 року, проте на поле він так і не виходив.

## Титули і досягнення
- Володар Суперкубка Польщі (1):

«Ягеллонія»: 2024